# 崔玙 (唐朝)
崔玙（？—？），字朗士，博陵安平人，唐朝政治人物。出自博陵崔氏第二房，崔恭禮的五世孙，崔意的孙子，同州刺史崔頲之子，崔琯、崔珙、崔璪的弟弟，崔球的兄长。
唐穆宗长庆元年（821年）进士擢第。唐文宗大和二年（828年）再登制科。开成末年，官至礼部员外郎。历任司勋员外郎，转任左司、户部郎中。唐武宗会昌初年，以考功郎中知制诰，拜中书舍人。唐宣宗大中五年（851年），转任礼部侍郎。大中六年（852年），选士，时称他得才。大中七年（853年），权知户部侍郎，封博陵县子，食邑五百户，转任兵部侍郎。大中八年（854年），出为宣歙观察使。大中十年（856年），转任河中尹、河中节度使。其子吏部侍郎崔澹，崔澹之子宰相崔遠。